# Élection présidentielle sud-ossète de 2012
L'élection présidentielle de 2012 en Ossétie du Sud se tient en mars et avril 2012 pour élire le président de l'Ossétie du Sud.
Le premier tour a lieu le 25 mars. Aucun des quatre candidats présents n'obtient la majorité absolue des suffrages. Un second tour est organisé le 8 avril. Il est remporté par Leonid Tibilov, qui obtient 54,12 % des suffrages face à David Sanakoev.

## Contexte

### Situation de l'Ossétie du Sud
L'Ossétie du Sud est une République située dans le Caucase qui a fait unilatéralement sécession de la Géorgie en 1992. Son indépendance n'est pas reconnue par la Géorgie ni par l'Organisation des Nations unies. Elle est reconnue par la Russie depuis 2008, ainsi que le Nicaragua, le Venezuela, les îles Nauru, Vanuatu et Tuvalu.
Un conflit armé entre la Géorgie et l'Ossétie du Sud, cette dernière étant soutenue par les forces armées russes, a lieu en août 2008.

### Élection présidentielle de 2011

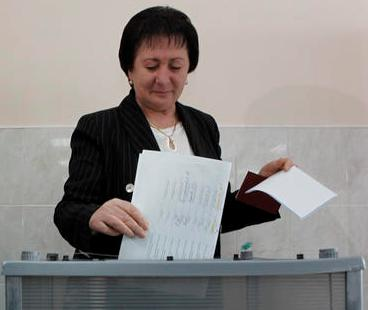
Alla Djioïeva lors de l'élection de 2011

Une élection présidentielle s'est déjà tenue en Ossétie du Sud en novembre 2011. Elle a été remportée par Alla Djioïeva, mais le second tour a été annulé par la Cour suprême d'Ossétie du Sud, ce qui a provoqué une crise politique. Alla Djioïeva est hospitalisée et peut-être retenue de force à l'hôpital, où elle a été soignée après un assaut des forces de police lors d'une cérémonie d'investiture organisée avec ses partisans. Elle a refusé de se présenter à la nouvelle élection, car ce serait selon elle une reconnaissance de l'annulation du précédent scrutin.
Le président sortant Edouard Kokoïty a démissionné en décembre 2011. Il est accusé par ses opposants d'avoir détourné les aides versées par la Russie à l'Ossétie du Sud. Aucun membre de son entourage n'a obtenu de la Commission électorale centrale le droit de se présenter.

## Système électoral
Le président de l'Ossétie du Sud est élu au scrutin uninominal majoritaire à deux tours pour un mandat de 5 ans renouvelable une fois. Est élu le candidat qui recueille la majorité absolue des votes valides au premier tour. À défaut, les deux candidats arrivés en tête au premier tour s'affrontent lors d'un second tour, et celui recueillant le plus de voix est déclaré élu. Pour être reconnu valide, le second tour doit réunir un taux de participation d'au moins 30 % des inscrits.
L'article 48 de la constitution sud-ossète dispose que, pour être candidat, une personne doit être citoyen ossète, avoir au moins 35 ans, avoir le droit de vote, parler les langues nationales et résider sur le territoire sud-ossète depuis au moins 10 ans.

## Candidats

### Candidats autorisés

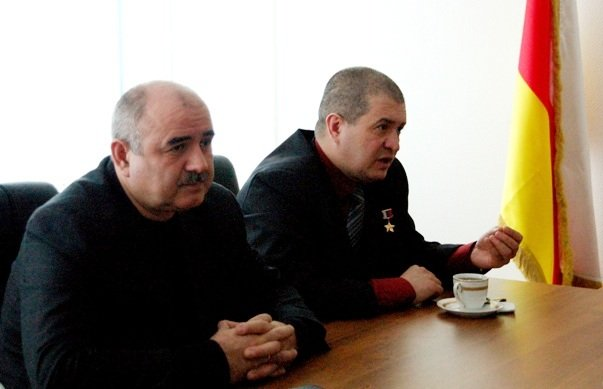
Le candidat Dmitri Medoïev (au premier plan), en 2010

Vingt-deux personnes avaient annoncé vouloir se présenter, mais seuls quatre ont été autorisées à concourir, probablement sous influence directe des autorités russes. Les quatre candidats sont favorables à la Russie et contre un rapprochement avec la Géorgie. Aucun d'entre eux n'était candidat lors de l'élection de 2011.
- Stanislav Kotchiev[5] est le chef du Parti communiste d'Ossétie du Sud et a présidé le Parlement de 1999 à 2004. Ses chances de victoire sont considérées comme faibles en raison d'un récent accident vasculaire cérébral[4]. Il soutient l'unification de l'Ossétie du Sud avec l'Ossétie-du-Nord-Alanie au sein de la Russie[2].
- Dmitri Medoïev est l'ambassadeur de l'Ossétie du Sud à Moscou depuis 2002[4].
- David Sanakoev est l'ombudsman pour les droits humains de l'Ossétie du Sud. Âgé de 35 ans, est le plus jeune des candidats[4]. Il a participé à l'évacuation des enfants de la capitale Tskhinvali pendant la guerre de 2008, et a fait partie de la délégation sud-ossète à la conférence diplomatique sur les conséquences de la guerre à Genève[6].
- Leonid Tibilov, âgé de 60 ans, a été professeur de physique avant de rejoindre le KGB en 1981. Il devient en 1992 ministre de la Sécurité d'État de l'Ossétie du Sud, dont il dirige les services secrets[6]. Il est nommé vice-Premier ministre en 2006 et copréside une commission de maintien de la paix avec la Géorgie[4].

### Candidats refusés
Dix-huit des candidats potentiels n'ont pas été autorisés à se présenter, soit parce qu'ils ont échoué à l'examen de langue ossète, soit parce que la Commission électorale centrale (TsIK) a relevé des irrégularités dans les listes de soutiens aux candidatures. Parmi eux figurent deux partisans d'Alla Djioïeva, Sergei Zasseyev et le vice-président du Parlement Yury Dzitstsoity,.
Trois membres de l'entourage du président sortant Edouard Kokoïty ont renoncé à se présenter pour des raisons inconnues : l'ancien vice-ministre de la Défense Igor Alborov , l'ancien président de la Commission nationale des médias Georgy Kabisov  et le représentant d'Edouard Kokoïty auprès du Parlement Tarzan Kokoity,.

## Campagne électorale
Dmitri Medoïev et Leonid Tibilov sont considérés comme les favoris du scrutin, qui pourraient participer au second tour.
Dmitri Medoïev a annoncé que « la tâche la plus importante » serait de lutter contre la corruption. Il entend dissoudre le Parlement de l'Ossétie du Sud et créer une commission d'enquête sur le détournement des fonds russes par Edouard Kokoïty et son entourage. Ses propositions sont susceptibles de convaincre les électeurs qui avaient voté pour Alla Djioïeva pour s'opposer à Edouard Kokoïty.
Les observateurs russes estiment que Leonid Tibilov peut récupérer les voix des partisans d'Alla Djioïeva, car il est soutenu par plusieurs de ses alliés lors de la précédente élection, notamment Dzhambulat Tedeyev, et Sergei Zasseev,. Il est également le seul candidat à n'avoir pas occupé de fonctions politiques importantes pendant la décennie d'Edouard Kokoïty au pouvoir. Il accuse Dmitri Medoïev d'être « l'homme de paille d'Edouard Kokoïty ».
Alla Djioïeva ne soutient elle-même aucun candidat. Elle appelle les citoyens sud-ossètes à participer au scrutin, mais déclare qu'elle « ne croit pas à l'objectivité de l'élection ».
Les trois candidats Dmitri Medoïev, Leonid Tibilov et David Sanakoev se sont engagés publiquement à mener une campagne honnête et équitable.

## Premier tour
Leonid Tibilov arrive en tête du premier tour avec 11 453 voix, ce qui représente 42,5 % des suffrages exprimés. David Sanakoev se qualifie également pour le second tour avec 6 627 voix, soit 24,6 % des suffrages. Dmitri Medoïev obtient environ 24 % des voix et est éliminé.

## Second tour

### Résultat
Le second tour a lieu le 8 avril 2012. Il est remporté par Leonid Tibilov avec 54,12 % des voix, contre 42,65 % pour David Sanakoev. La participation électorale est de 71,26 %. Le vote « contre tous » représente 1 % des suffrages. Selon la présidente de la Commission électorale centrale Bella Plieva, le scrutin s'est déroulé sans irrégularités.
| Candidats                | Candidats                | Partis                   | 1er tour | 1er tour | 2e tour | 2e tour |
| Candidats                | Candidats                | Partis                   | Voix     | %        | Voix    | %       |
| ------------------------ | ------------------------ | ------------------------ | -------- | -------- | ------- | ------- |
|                          | Leonid Tibilov           | Indépendant              | 11 453   | 42,48    | 15 786  | 54,12   |
|                          | David Sanakoyev          | Indépendant              | 6 627    | 24,58    | 12 439  | 42,65   |
|                          | Dmitriy Medoyev          | Indépendant              | 6 415    | 23,79    |         |         |
|                          | Stanislav Kochiyev       | Parti communiste         | 1 417    | 5,26     |         |         |
|                          | « Aucun de ces choix »   | « Aucun de ces choix »   | 216      | 0,80     | 279     | 0,96    |
|                          |                          |                          |          |          |         |         |
| Votes valides            | Votes valides            | Votes valides            | 26 128   | 96,91    | 28 504  | 97,73   |
| Votes invalides          | Votes invalides          | Votes invalides          | 832      | 3,09     | 662     | 2,27    |
| Total                    | Total                    | Total                    | 26 128   | 100      | 28 504  | 100     |
| Abstention               | Abstention               | Abstention               | 12 425   | 29,72    | 11 763  | 28,74   |
| Inscrits / participation | Inscrits / participation | Inscrits / participation | 40 929   | 70,28    | 40 929  | 71,26   |

### Analyse
Leonid Tibilov, âgé de 60 ans, et David Sanakoev, âgé de 35 ans, considèrent tous les deux que le second tour a opposé l'expérience et la jeunesse. Les programmes des deux candidats étaient semblables. Leonid Tibilov a réussi à attirer les électeurs d'Alla Djioïeva à l'élection de 2011, alors que David Sanakoev a perdu des voix en étant considéré comme l'« homme de paille d'Edouard Kokoïty ».
Pour le New York Times, ce scrutin montre les difficultés de la Russie à intervenir dans les affaires politiques internes d'une république qu'elle occupe pourtant militairement. Lors de l'élection présidentielle de 2011, le candidat soutenu par le gouvernement russe Anatoli Bibilov était battu au second par l'opposante Alla Djioïeva. La Russie a renoncé à soutenir officiellement un candidat pour l'élection de 2012.
Alla Djioïeva y voit la preuve que « le peuple d'Ossétie du Sud a surmonté sa peur ». Elle déclare qu'elle choisira de soutenir ou non le nouveau président en fonction des mesures qu'il mettra en œuvre.

### Conséquences
Leonid Tibilov déclare après sa victoire : « Maintenant, nous devons construire un nouvel État, légitime et prospère. » Il annonce qu'il a l'intention d'inviter son concurrent David Sanakoev et Alla Djioïeva à participer à son gouvernement.
David Sanakoev reconnaît sa défaite et annonce qu'il veut créer un nouveau parti politique pour rassembler ses partisans.
L'élection est condamnée par la Géorgie, qui considère l'Ossétie du Sud comme une partie de son territoire et refuse son indépendance. Pour le ministre de la Réintégration à la Géorgie de l'Ossétie du Sud et de l'Abkhazie de la Géorgie Eka Tkechelachvili, « c'est la continuation d'une farce, un simulacre d'élection dans une région occupée par la Russie. » Elle n'est pas non plus reconnue par l'Union européenne ni les États-Unis.
Leonid Tibilov prête serment le 19 avril. La cérémonie d'investiture a lieu en présence de cinq cents invités dont une délégation de députés de la Douma, la chambre basse du parlement russe. Il nomme son gouvernement le 15 mai. Le 23 mai, il nomme Alla Djioïeva vice-première ministre, chargée des questions sociales. Deux proches de celle-ci font également partie du gouvernement.